# Jefferies Financial Group
Die Jefferies Financial Group (ehemals Leucadia National Corporation) ist eine amerikanische Holdinggesellschaft. Leucadia besitzt eine Reihe von Finanzunternehmen, wichtigste Tochter ist die 2012 übernommene Jefferies Group. Darüber hinaus hält Leucadia auch eine Reihe von Beteiligungen an produzierenden Unternehmen:
- National Beef Packing (79 %)
- HRG Group (23 %)[4]
- Vitesse Energy (96 %)
- Juneau Energy (98 %)
- Garcadia (75 %)
- Linkem (56 %)
- Conwed (100 %)
- Golden Queen (35 %)
- Idaho Timber (100 %)